# Вигнанка (Радинський повіт)
Вигнанка (пол. Wygnanka) — село в Польщі, у гміні Конколевниця Радинського повіту Люблінського воєводства.
Населення — 330 осіб (2011).
У 1975-1998 роках село належало до Білопідляського воєводства.

## Демографія
Демографічна структура станом на 31 березня 2011 року:
|          | Загалом | Допрацездатний вік | Працездатний вік | Постпрацездатний вік |
| -------- | ------- | ------------------ | ---------------- | -------------------- |
| Чоловіки | 166     | 40                 | 106              | 20                   |
| Жінки    | 164     | 37                 | 91               | 36                   |
| Разом    | 330     | 77                 | 197              | 56                   |